# Mirko Bott
Mirko Bott (* 26. Juni 1972 in Essen) ist ein deutscher Theaterautor und Theaterregisseur. Er war bis 2016 Programmchef und Theaterleiter von Schmidt Theater, Schmidts Tivoli und Schmidtchen in Hamburg, wo er auch seit 1997 lebt.

## Leben

### Ausbildung
Mirko Bott machte 1991 Abitur am Don-Bosco-Gymnasium Essen und sammelte erste Theatererfahrungen am Aalto-Theater, dem Opernhaus seiner Heimatstadt. Neben Mitarbeit in der Dramaturgie assistierte er Regisseur Klaus Dieter Kirst zwischen 1993 und 1996 bei seinen Inszenierungen von Wolfgang Amadeus Mozarts Die Entführung aus dem Serail (1993) und allen vier Teilen von Richard Wagners Der Ring des Nibelungen (1994–96), ebenso wie Nicholas Broadhurst bei Gioachino Rossinis Der Barbier von Sevilla (1994). Außerdem war er als Regieassistent und Abendspielleiter bei verschiedenen Sommerfestivals tätig, u. a. 1995–96 bei „Oper im Zelt“ am Saarufer in Merzig (Wolfgang Amadeus Mozarts Die Zauberflöte und Le nozze di Figaro, sowie Ralph Benatzkys Im weißen Rössl) und 1997 bei den Clingenburg Festspielen in Klingenberg am Main (William Shakespeares Der Widerspenstigen Zähmung). Parallel dazu studierte Bott ab 1991 an der Ruhr-Universität Bochum Theaterwissenschaften, Musikwissenschaft und Germanistik.

### Tätigkeit als Theaterautor und Regisseur
1997 begann Bott seine freischaffende Tätigkeit als Regisseur mit der Inszenierung von Franz Lehárs Operette Die lustige Witwe mit Solisten der Hamburgischen Staatsoper im Schmidts Tivoli in Hamburg.
Seitdem hat er zahlreiche Solo-Programme für Sänger und Comedians wie Kay Ray und Emmi & Herr Willnowsky geschrieben oder inszeniert; zudem Theaterstücke und Shows für u. a. das Schmidt Theater in Hamburg, das Volkstheater Rostock (u. a. Franz Lehárs Die lustige Witwe und Gaetano Donizettis Die Regimentstochter), den Hamburger Engelsaal (u. a. Johann Strauß’ Die Fledermaus und Franz von Suppés Die schöne Galathée) und seit 2006 regelmäßig Showprogramme für die Flotte der AIDA Cruises. Bis Ende 2014 waren es rund 35 Shows.
Zusammen mit Christian Berg schrieb er die Kindermusicals Alice im Wunderland und Drei Haselnüsse für Aschenbrödel die bundesweit auf Tournee gingen sowie 2009 zusammen mit Heiko Wohlgemuth die vierteilige TV-Comedy Pension Schmidt für das NDR Fernsehen.
Fast 700 Mal gespielt wurde die zusammen mit Martin Lingnau für das Schmidt Theater in Hamburg verfasste und von Corny Littmann inszenierte Show Karamba – Die 70er-Jahre-Schlager-Revue, die 2008 uraufgeführt wurde.
Seit 2011 stand dort auch die musikalische Zwei-Personen-Komödie Oh Alpenglühn! auf dem Spielplan, die Bott für Carolin Fortenbacher und Nik Breidenbach schrieb und die ebenfalls von Corny Littmann inszeniert wurde.
Im Oktober 2012 hatte im Schmidt Theater das Solo-Stück CAVEQUEEN, das Bott zusammen mit Heiko Wohlgemuth und Mark Needham schrieb, seine Uraufführung. Nik Breidenbach spielte in der Regie von Corny Littmann die Titelrolle. Auftraggeber der drei Autoren war das Theater Mogul, Berlin, das auch die Rechte am weltweit erfolgreichen Solo-Stück CAVEMAN besitzt. CAVEQUEEN ist seitdem nicht nur im Schmidt Theater in Hamburg zu sehen, sondern wird zudem in Köln, München, Berlin, Dresden, Fürth, Kiel, Erfurt und anderen Städten aufgeführt.
Im September 2013 wurde im Hamburger Schmidt Theater die Musical-Komödie Die Königs vom Kiez, die Bott erneut zusammen mit Martin Lingnau und Heiko Wohlgemuth geschrieben hat, in der Regie von Corny Littmann uraufgeführt und steht seither auf dem Spielplan.

### Theaterleitung
2004 übernahm Bott die Stelle des Programmchefs von Schmidt Theater & Schmidts Tivoli auf der Hamburger Reeperbahn, das er bis 2016 zusammen mit Corny Littmann künstlerisch leitete. Das „Schmidt“ ist mit 420.000 Zuschauern – nach eigenen Angaben über das Jahr 2014 – das erfolgreichste Privattheater Deutschlands. Bott schrieb für das Haus nicht nur Stücke, sondern gestaltete auch den Spielplan mit über 1000 Vorstellungen im Jahr (2015), buchte die Gastkünstler und stellte die alljährliche sechswöchige Schmidt-Wintergala zusammen.

### Weitere Tätigkeiten
Von 2004 bis 2013 war Bott Dozent für Theatergeschichte an der Hamburg School of Entertainment. Seit 2004 stellt er als Moderator beim Hamburger Opernsalon junge Opernsänger vor und ist zudem ständiger Juror beim Hamburger Comedy Pokal. Zwischen 2001 und 2004 war er auch kulturjournalistisch tätig und schrieb u. a. für die Hamburger Morgenpost und Szene Hamburg. 2007 hatte er die künstlerische und organisatorische Leitung der Schmidt.com, einem sechswöchigen Hamburger Comedyfestival. Von 2012 bis 2014 schrieb er zusammen mit NDR-Moderator Ulf Ansorge für das Magazin hinnerk die Kolumne Herr Ansorge & Herr Bott.

## Inszenierungen & verfasste Stücke (Auswahl)
- Die Königs vom Kiez, Schmidt Theater (Buch, zusammen mit Heiko Wohlgemuth und Martin Lingnau)
- SIEGFRIED – Die einzig wahre Geschichte, AIDA Cruises (Buch & Regie)
- SISSI – Die wilde Kaiserin, AIDA Cruises (Buch & Regie)
- Gutes Benehmen leicht gemacht, AIDA Cruises (Buch & Regie)
- Romeo & Julia – Das Wiedersehen, AIDA Cruises (Buch & Regie)
- Darauf kannst Du Gift nehmen, AIDA Cruises (Buch & Regie)
- Kein Bier auf Hawaii, AIDA Cruises (Buch & Regie)
- CAVEQUEEN, Schmidt Theater & Tournee (Buch, zusammen mit Heiko Wohlgemuth und Mark Needham)
- Oh Alpenglühn!, Schmidt Theater (Buch)
- Karamba – Die 70er-Jahre-Schlager-Revue, Schmidt Theater (Buch, zusammen mit Martin Lingnau)
- Die lustige Witwe von Franz Lehár, Volkstheater Rostock (Regie)
- Die Regimentstochter von Gaetano Donizetti, Volkstheater Rostock (Regie)
- AHOI! Eine maritime Revue, Volkstheater Rostock (Buch & Regie)
- Drei Haselnüsse für Aschenbrödel, UA im Schillertheater Berlin & Tournee (Buch, zusammen mit Christian Berg)
- Alice im Wunderland, Schmidt Theater & Tournee (Buch, zusammen mit Christian Berg)
- Die schöne Galathée von Franz von Suppé, Engelsaal Hamburg (Bearbeitung & Regie)
- Die Fledermaus von Johann Strauß, Engelsaal Hamburg (Bearbeitung & Regie)
- Die Nacht ist nicht allein zum Schlafen da, Engelsaal Hamburg (Buch & Regie)
- Die lustige Witwe von Franz Lehár, Schmidts Tivoli (Regie)
- Homo Sapiens, Soloprogramm für Kay Ray (Buch & Regie)
- Bei Emmy Göring zum Tee, Polittbüro Hamburg (Buch)
- Pension Schmidt, TV-Serie für NDR Fernsehen (Buch, zusammen mit Heiko Wohlgemuth)
- Einmal noch nach Bombay, AIDA Cruises (Buch & Regie)
- In der Bar zum gold'nen Anker, AIDA Cruises (Buch & Regie)
- Verheiratet und trotzdem glücklich, AIDA Cruises (Buch & Regie)
- Brasilianische Träume, AIDA Cruises (Buch & Regie)
- Gefährliche Erbschaften, AIDA Cruises (Buch & Regie)
- Zickenkrieg, AIDA Cruises (Buch & Regie)
- Backstage, AIDA Cruises (Buch & Regie)
- Blaue Nacht am Hafen, AIDA Cruises (Buch & Regie)
- Movie-Gala, AIDA Cruises (Buch & Regie)
- Wind of Change oder Die Wechseljahre der Männer, AIDA Cruises (Buch & Regie)
- Schönen Urlaub!, AIDA Cruises (Buch & Regie)